# Phyllodoce macrophthalmos
Phyllodoce macrophthalmos är en ringmaskart som beskrevs av Grube 1857. Phyllodoce macrophthalmos ingår i släktet Phyllodoce och familjen Phyllodocidae. Inga underarter finns listade i Catalogue of Life.